# Годвин, Линда Максин
Ли́нда Ма́ксин Го́двин (англ. Linda Maxine Godwin; род. 2 июля 1952, Кейп-Джирардо, Миссури) — американская женщина-астронавт. Совершила 4 космических полёта (1991, 1994, 1996 и 2001 годы). Член группы «Девяносто девять».

## Биография
Родилась 2 июля 1952 года в Кейп-Джирардо, но её родным городом был Джэксон в штате Миссури. В 1970 году окончила школу в Джэксоне, в 1974 году получила степень бакалавра по математике и физике в Университете штата в Юго-Восточном Миссури в Кейп-Джирардо, в 1976 году степень магистра и в 1980 году — доктора по физике в Миссурийском университете в Колумбии. Член Американского физического общества, «Девяносто девять», Association of Space Explorers, Aircraft Owners and Pilots Association. Заместитель директора Директората операций летных экипажей в Космическом центре имени Линдона Джонсона. Имеет лицензию частного пилота.

## Карьера в НАСА
- В НАСА Линда Годвин с 1980 года, работала над интеграцией полезных нагрузок, а также в качестве диспетчера полётов и офицера по полезным нагрузкам. Кандидат в астронавты с 1985 года[1].

## Космические полёты
- Годвин стала 241-м человеком в космосе, 148-м астронавтом США и 14-й женщиной, совершившей орбитальный космический полёт. Она провела 38 суток на орбите (38 дней 06 часов 13 минут) и более 10 часов в открытом космосе во время двух выходов из космических кораблей.

- 1-й полёт — 5 апреля 1991 года на «Атлантис» STS-37.
- 2-й полёт — 9 апреля 1994 года на «Индевор» STS-59.
- 3-й полёт — 22 марта 1996 года на «Атлантис» STS-76.
- 4-й полёт — 5 декабря 2001 года на «Индевор» STS-108.

Эмблемы миссий: 

## Награды
- NASA Outstanding Performance Rating
- Sustained Superior Performance Award
- Outstanding Leadership Award.

## Личная жизнь
Была замужем за астронавтом Стивеном Нейгелом до его смерти от рака 21 августа 2014 года. Увлечения: игра на саксофоне и кларнете, чтение, полёты. Радиолюбитель с позывным N5RAX.